# August Wilhelm Rehberg
Pour les articles homonymes, voir Rehberg.
August Wilhelm Rehberg, né en 1757 à Hanovre et mort en 1836, est un juriste et philosophe allemand de la principauté de Hanovre. Il fut l'un des principaux représentants du courant contre-révolutionnaire dans le monde germanique.

## Biographie
August Wilhelm Rehberg étudie la philosophie à l'université de Göttingen de 1774 à 1777 ; il s'y lie avec Karl vom Stein, le principal acteur des réformes prussiennes entreprises au début du XIXe siècle. Dans ses années de formation, il est influencé par David Hume, Justus Möser, et Emmanuel Kant. Élevé en allemand et en français (sa mère était issue d'une famille huguenote), il apprend plusieurs autres langues, dont le grec, le latin, l'italien, l'anglais et l'espagnol. 
Il prend part aux controverses intellectuels de son temps (panthéisme, kantisme...), notamment dans ses recensions pour l’Allgemeine Literatur-Zeitung (de). Pour le compte de cette revue, de 1789 à 1793, il rédige le compte-rendu d'environ 165 ouvrages parus dans la France révolutionnaire, ce qui lui donne une connaissance approfondie des débats politiques français. En 1793 paraissent ses Recherches sur la Révolution française (Untersuchungen über die französische Revolution). Dans cet essai, il juge illusoire de prétendre faire reposer l'ordre politique sur la seule raison, et critique le caractère abstrait de la constitution de 1791. Les Considérations sur la Révolution française de Fichte sont écrites en réponse à cet ouvrage.

## Œuvres
- Sämmtliche Schriften. Hannover: Hahn, 1828-31. (3 erschienen von 4 geplanten) Cato, Basel: Thurneysen, 1780.
- Philosophische Gespräche über das Vergnügen. Nürnberg, 1785.
- Über das Verhältnis der Metaphysik zu der Religion. Berlin: Mylius, 1787.
- Untersuchungen über die französische Revolution. Hannover: Ritscher, 1793. 2 vols.
- Über den deutschen Adel. Göttingen: Röwer, 1803.
- Über die Staatsverwaltung deutscher Länder und die Dienerschaft des Regenten. Hannover: Hahn, 1807.
- Über den Code Napoleon und dessen Einführung in Deutschland. Hannover: Hahn, 1814.
- Constitutionelle Phantasien eines alten Steuermannes im Sturme des Jahres 1832. Hamburg, 1832.

### Traductions en français
- Recherches sur la Révolution Française (Untersuchungen über die französische Revolution, 1793), trad. fr., introd., notes Lukas K. Sosoe, préf. Alain Renaut, Paris, Vrin, 208 p., 2000  (ISBN 978-2711613755)